# 하안초등학교
하안초등학교는 대한민국 경기도 광명시에 있는 공립 초등학교이다.

## 학교 연혁
- 1988.02.06 하안초등학교 설립 인가
- 1989.09.01 제1대 구웅서 교장 취임
- 1989.10.12 개교(18학급 편성)
- 1990.03.01 하안초등학교병설유치원 설립 인가(2학급 편성)
- 1991.02.12 제1회 졸업(남 89명, 여 88명 총 177명)
- 1999.03.20 특수학급 1학급 설치
- 2004.09.01 저학년방과후교실 1학급 설치
- 2015.02.13 제25회 졸업식(141명) (총 졸업생 수 6,650명)
- 2015.03.01  제11대 위영옥 교장 부임
- 2015.03.01 초등 29학급, 유치원4(1)학급 편성

## 참고 자료
- 하안초등학교 - 한국교육학술정보원 학교알리미